# Karpatophyllon carpaticum
Karpatophyllon carpaticum är en mångfotingart som beskrevs av Ceuca 1989. Karpatophyllon carpaticum ingår i släktet Karpatophyllon och familjen Mastigophorophyllidae. Inga underarter finns listade i Catalogue of Life.